# 青河毛茛
青河毛茛（学名：Ranunculus chinghoensis）为毛茛科毛茛属下的一个种。

## 扩展阅读
- 維基物種上的相關：青河毛茛